# Temporada 1998-99 de los Denver Nuggets
La temporada 1998-99 fue la vigesimotercera de los Denver Nuggets en la NBA, tras la fusión de la liga con la ABA, donde había jugado nueve temporadas. La temporada regular acabó con 14 victorias y 36 derrotas, ocupando el decimotercer puesto de la conferencia Oeste, no logrando clasificarse para los playoffs. Debido a un cierre patronal, la temporada regular comenzó el 5 de febrero de 1999 y se redujo de 82 partidos a 50.

## Elecciones en elDraft
| Ronda | Puesto | Jugador          | Posición  | Nacionalidad   | Universidad/Club |
| ----- | ------ | ---------------- | --------- | -------------- | ---------------- |
| 1     | 3      | Raef LaFrentz    | Ala-Pívot | Estados Unidos | Kansas           |
| 1     | 23     | Tyronn Lue       | Base      | Estados Unidos | Nebraska         |
| 2     | 54     | Tremaine Fowlkes | Alero     | Estados Unidos | Fresno State     |
| 2     | 55     | Ryan Bowen       | Ala-Pívot | Estados Unidos | Iowa             |

## Temporada regular
| División Medio Oeste     | División Medio Oeste | División Medio Oeste | División Medio Oeste | División Medio Oeste | División Medio Oeste | División Medio Oeste | División Medio Oeste | División Medio Oeste |
| Equipo                   | G                    | P                    | %                    | PD                   | Casa                 | Fuera                | Div                  |                      |
| ------------------------ | -------------------- | -------------------- | -------------------- | -------------------- | -------------------- | -------------------- | -------------------- | -------------------- |
| y-San Antonio Spurs      | 37                   | 13                   | .740                 | –                    | 21–4                 | 16–9                 | 17–4                 |                      |
| x-Utah Jazz              | 37                   | 13                   | .740                 | –                    | 22–3                 | 15–10                | 15–3                 |                      |
| x-Houston Rockets        | 31                   | 19                   | .620                 | 6                    | 19–6                 | 12–13                | 12–9                 |                      |
| x-Minnesota Timberwolves | 25                   | 25                   | .500                 | 12                   | 18–7                 | 7–18                 | 11–9                 |                      |
| Dallas Mavericks         | 19                   | 31                   | .380                 | 18                   | 15–10                | 4–21                 | 8–12                 |                      |
| Denver Nuggets           | 14                   | 36                   | .280                 | 23                   | 12–13                | 2–23                 | 5–16                 |                      |
| Vancouver Grizzlies      | 8                    | 42                   | .160                 | 29                   | 7–18                 | 1–24                 | 3–18                 |                      |

## Estadísticas

### Temporada regular
| Jugador          | PJ | PT | MPP  | %TC   | %3P   | %TL  | RPP  | APP | ROB | TPP | PPP  |
| ---------------- | -- | -- | ---- | ----- | ----- | ---- | ---- | --- | --- | --- | ---- |
| Antonio McDyess  | 50 | 50 | 38.7 | .471  | .111  | .680 | 10.7 | 1.6 | 1.5 | 2.3 | 21.2 |
| Nick Van Exel    | 50 | 50 | 36.0 | .398  | .308  | .811 | 2.3  | 7.4 | 0.8 | 0.1 | 16.5 |
| Chauncey Billups | 45 | 41 | 33.1 | .386  | .362  | .913 | 2.1  | 3.8 | 1.3 | 0.3 | 13.9 |
| Raef LaFrentz    | 12 | 12 | 32.3 | .457  | .387  | .750 | 7.6  | 0.7 | 0.8 | 1.4 | 13.8 |
| Danny Fortson    | 50 | 38 | 28.3 | .495  | .000  | .727 | 11.6 | 0.6 | 0.6 | 0.4 | 11.0 |
| Cory Alexander   | 36 | 4  | 21.6 | .373  | .286  | .841 | 2.1  | 3.3 | 1.0 | 0.1 | 7.3  |
| Eric Williams    | 38 | 8  | 20.5 | .365  | .231  | .799 | 2.1  | 1.0 | 0.7 | 0.2 | 7.3  |
| Bryant Stith     | 46 | 32 | 26.0 | .393  | .292  | .859 | 2.3  | 1.8 | 0.6 | 0.3 | 7.0  |
| Johnny Taylor    | 36 | 9  | 20.1 | .414  | .382  | .739 | 2.8  | 0.7 | 0.8 | 0.5 | 5.8  |
| Eric Washington  | 38 | 6  | 20.0 | .397  | .381  | .688 | 2.3  | 0.8 | 0.7 | 0.5 | 5.4  |
| Tyson Wheeler    | 1  | 0  | 3.0  | 1.000 | 1.000 | .500 | 0.0  | 2.0 | 0.0 | 0.0 | 4.0  |
| Keon Clark       | 28 | 0  | 14.6 | .450  | .000  | .568 | 3.4  | 0.4 | 0.4 | 1.1 | 3.3  |
| Carl Herrera     | 24 | 0  | 11.0 | .429  | .000  | .556 | 2.3  | 0.0 | 0.5 | 0.3 | 2.5  |
| Kelly McCarty    | 2  | 0  | 2.0  | .667  |       |      | 1.5  | 0.0 | 0.0 | 0.0 | 2.0  |
| Loren Meyer      | 14 | 0  | 5.0  | .250  | .200  | .500 | 1.1  | 0.1 | 0.0 | 0.2 | 1.1  |
| Monty Williams   | 1  | 0  | 6.0  | .000  |       | .500 | 0.0  | 0.0 | 0.0 | 0.0 | 1.0  |

## Galardones y récords
| Jugador         | Galardón                      |
| Antonio McDyess | 3.er Mejor quinteto de la NBA |